# May City (Iowa)
May City est une communauté non constituée en municipalité du comté d'Osceola, en Iowa, aux États-Unis. En 2000, elle comptait 43 habitants.

## Histoire
Elle est fondée en 1889. Le maire est Jesse Castillo.[réf. nécessaire]

## Source de la traduction
- (en) Cet article est partiellement ou en totalité issu de l’article de Wikipédia en anglais intitulé « May City, Iowa » (voir la liste des auteurs).